# ミュージック (風男塾の曲)
「ミュージック」（みゅーじっく）は、2020年3月25日に発売された風男塾の24thシングル。

## 概要
メンバーは、愛刃健水、紅竜真咲、草歌部宙、桜司爽太郎、香月大弥、神那橙摩、偉舞喜雅。
神那橙摩と偉舞喜雅が加入し新体制となっての初めてのシングル及び、草歌部宙・桜司爽太郎・香月大弥のラストシングル。

## 収録曲
テイチクレコード公式サイト内の紹介ページによる。

### 初回限定盤A
［CD］
1. ミュージック
  - 作詞・作曲・編曲：Peach / TP:YOKAN / Sax:佐藤公彦
2. No one's gonna stop us now
  - 作詞：Kanata Okajima / 作曲・編曲：成田忍

［DVD］
「ミュージック」Music Video

「ミュージック」Music Video（Lip-sync ver.）

### 初回限定盤B
［CD］
1. ミュージック
2. No one's gonna stop us now

［DVD］
「ミュージック」MVメイキング映像

### 通常盤
［CD］
1. ミュージック
2. No one's gonna stop us now
3. ココア・パンケーキ・べイビー
  - 作詞:藤原優樹(SUPA LOVE) / 作曲:近藤圭一(SUPA LOVE) / 編曲:成田忍
4. ミュージック（Instrumental）
5. No one's gonna stop us now（Instrumental）
6. ココア・パンケーキ・べイビー（Instrumental）